# ناوان (ایرلند)
ناوان (به انگلیسی: Navan) یک شهرک در ایرلند است که در  Meath West  واقع شده‌است. ناوان ۴۲ متر بالاتر از سطح دریا واقع شده‌است.

## خواهرخوانده
شهرهای بوبیو و بروکوستلا خواهرخوانده‌های ناوان (ایرلند) هستند.